# Дебелоопашат гекон
Дебелоопашатият гекон (Hemitheconyx caudicinctus) е вид гущер, представител на семейство Геконови (Gekkonidae).

## Разпространение
Дебелоопашатият гекон се среща в Западна Африка от Сенегал до Камерун. Обитаваните от него места са сухи, но той прекарва повечето време в тъмни и влажни скривалища.

## Начин на живот
Мъжките гекони достигат на дължина до около 20-25 cm, а женските – 15-20 cm. Живеят около 15-20 години, но поради стрес продължителността на живот при женската се намалява ако тя снася. Както много други гущери, африканският дебелоопашат гекон може да „откъсне“ опашката си ако е застрашен от хищник. На нейно място ще порастне нова, която ще е по-къса и дебела. Дебелата опашка е признак за здраво животно. Тя служи за резерв на вещества.

## Хранене
Основната храна на дебелоопашатия гекон са щурците. Той се храни 2-3 пъти на седмица. Изключение правят женските гекони по време на размножителния период и малките, които трябва да получават храна всеки ден.